# Guido Rohm

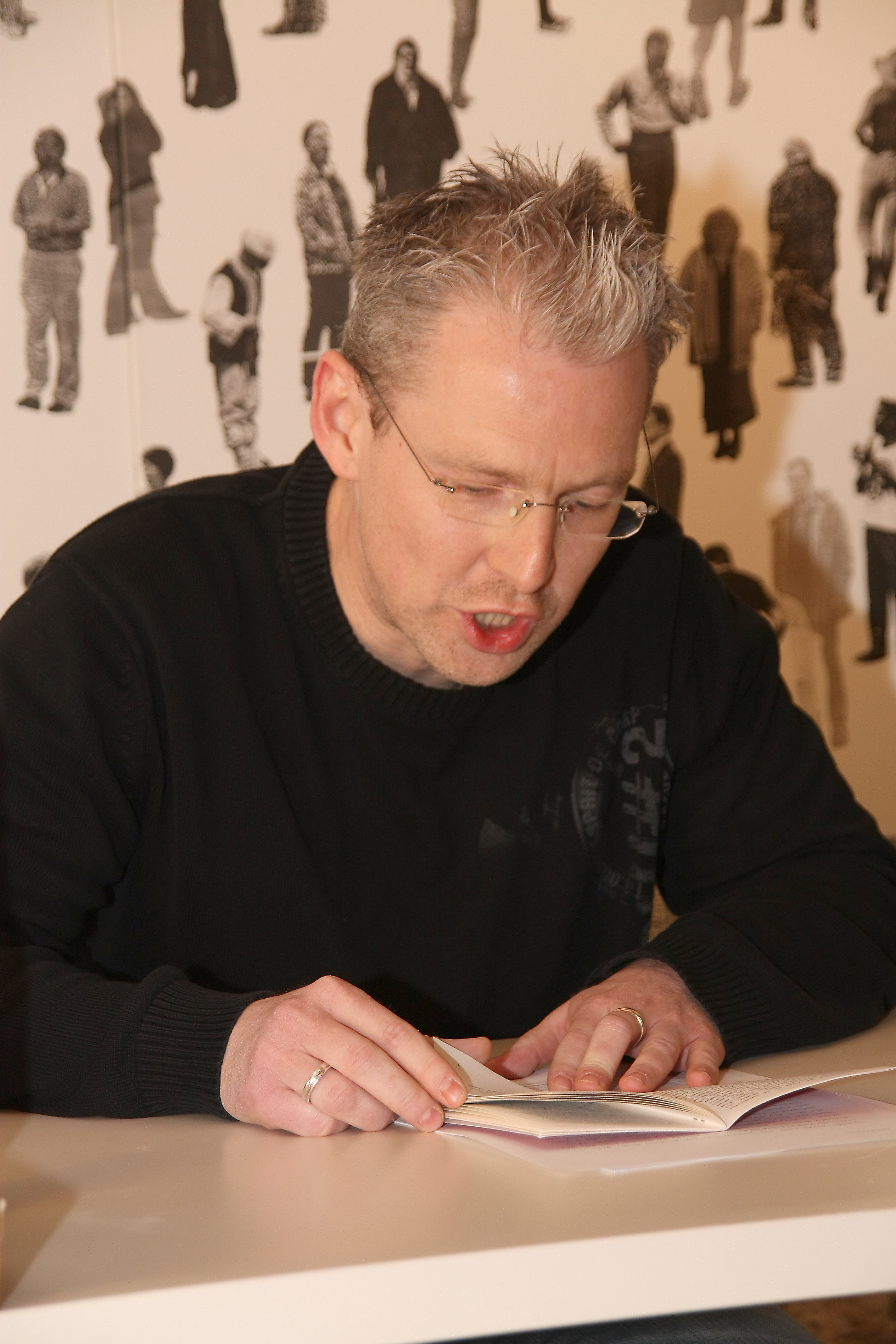
Herbst Rohm, November 2010

Guido Rohm (* 26. August 1970 in Fulda) ist ein deutscher Schriftsteller, Künstler und Satiriker.

## Leben und Werk
Rohms Debüt, der Kurzgeschichtenband Keine Spuren erschien 2009 im Seeling Verlag. Der deutsch-französische Schriftsteller und Übersetzer Georges-Arthur Goldschmidt schrieb das Vorwort zum Buch.
2010 erschien im gleichen Verlag sein Erstlingsroman Blut ist ein Fluss. Er führt den amerikanischen Kultautor „Tom Torn“, der die Hauptfigur des Romans ist, im deutschsprachigen Raum ein. Guido Rohm schreibt Essays und Kritiken für verschiedene Onlinemagazine wie zum Beispiel www.evolver.at. Rohm hat außerdem das literarische Weblog „Aus der Pathologie“ betrieben, das von litblogs.net kuratiert wurde.
Zusammen mit dem Künstler Leszek Skurski erarbeitete er das Projekt Die letztgültigen Wahrheiten. Weitere Zusammenarbeiten gab es mit Frank Göhre und Alfred Harth. Der Roman Blutschneise wurde beim Krimi-Blitz 2011 auf den 2. Platz gewählt. Seit November 2015 betreibt er mit der Entertainerin Marianne Blum den satirischen YouTube-Kanal Du kunst mich mal. Außerdem ist er seit 2016 ständiger Mitarbeiter beim Eulenspiegel.
Rohm ist Mitglied im Syndikat und im PEN-Zentrum Deutschland.

## Werke
- Keine Spuren. Jens Seeling Verlag, Frankfurt am Main 2009, ISBN 978-3-938973-10-3.
- Blut ist ein Fluss. Jens Seeling Verlag, Frankfurt am Main 2010, ISBN 978-3-938973-12-7.
- Eine kurze Geschichte der Brandstifterei. Textem-Verlag, Hamburg 2010, ISBN 978-3-941613-33-1.
- Safe Heaven. B3 Verlag, Frankfurt am Main 2011, ISBN 978-3-938783-73-3.
- Blutschneise. Jens Seeling Verlag, Frankfurt am Main 2011, ISBN 978-3-938973-14-1.
- Die Sorgen der Killer. Kulturmaschinen, Berlin 2012, ISBN 978-3-940274-39-7.
- Fleischwölfe – 0. [Null] Eine Noirvelle. Evolver Books, Wien 2012, ISBN 978-3-9502558-7-4.
- Die letztgültigen Wahrheiten: Die einzig wahre Geschichte der Hexe Merga Bien. CreateSpace Independent Publishing Platform, 2013, ISBN 978-1-4827-4571-9.
- Funkenmariechen des Todes – Die Tagebücher I. CreateSpace Independent Publishing Platform, 2013, ISBN 978-1-4841-2944-9
- Das linke Ohrläppchen des Satans – Die Tagebücher II. CreateSpace Independent Publishing Platform, 2013, ISBN 978-1-4904-4944-9.
- Lesereise des Grauens – Die Tagebücher III. CreateSpace Independent Publishing Platform, 2013, ISBN 978-1-4927-4181-7.
- Untat. Conte Verlag, St. Ingbert 2013, ISBN 978-3-941657-78-6.
- Und mit mir kamen die Tränen: Supergedichte I. CreateSpace Independent Publishing Platform, 2014, ISBN 978-1-4991-8863-9.
- Der Vorstellungskünstler. astikos verlag, Frankfurt am Main 2015, ISBN 978-3-946196-00-6.
- An und Pfirsich – Texte für alle 117 Tage des Jahres. Schrägverlag, Windach 2017
- Tyrannei in Senfsoße – Texte für stille und laute Örtchen. Schrägverlag, Windach 2018

## Einzelveröffentlichungen in Anthologien und Zeitschriften
- Gegend Entwürfe: Lesebuch für Literatur aus Rheinland-Pfalz. Luxbooks, Wiesbaden 2015, ISBN 978-3-939557-86-9[14]
- Die Novelle 5 – Zeitschrift für Experimentelles., ISBN 978-1-5151-4910-1
- Mütter: Eine überraschende Anthologie. Edition Roter Drache, ISBN 978-3-946425-04-5
- Die Novelle 6 – Zeitschrift für Experimentelles., ISBN 978-1-5429-9458-3[15]
- Killing you softly – Die besten Pop- und Rockmorde. KBV-Verlag, Hillesheim 2017, ISBN 978-3-95441-354-6

## Bühnenprojekte
- Annes Kampf, zusammen mit Marianne Blum, Premiere am 23. September 2016[16]
- Der große bunte Populistenabend, zusammen mit Marianne Blum, Premiere am 15. September 2017[17]
- Die dunkle Seite lacht – Ein Abend für Bösmenschen, zusammen mit Marianne Blum, Premiere am 8. September 2018[18]